# Henryk Keisch

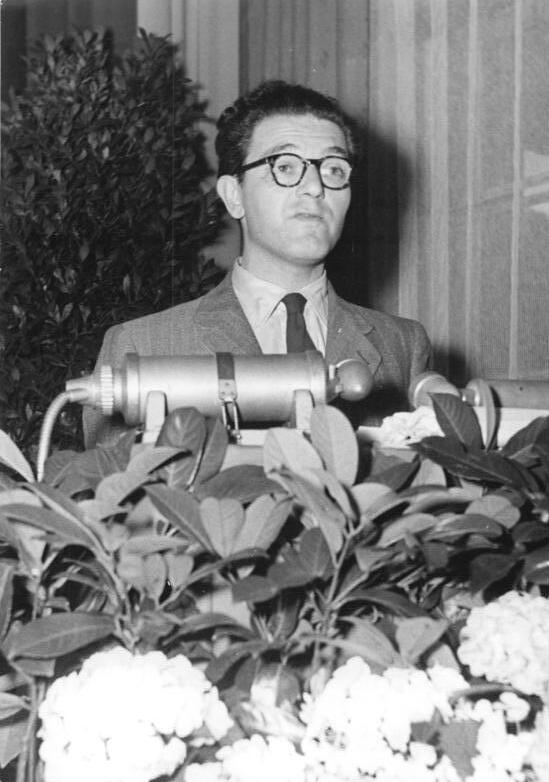
Henryk Keisch während einer Ansprache 1952 in Berlin

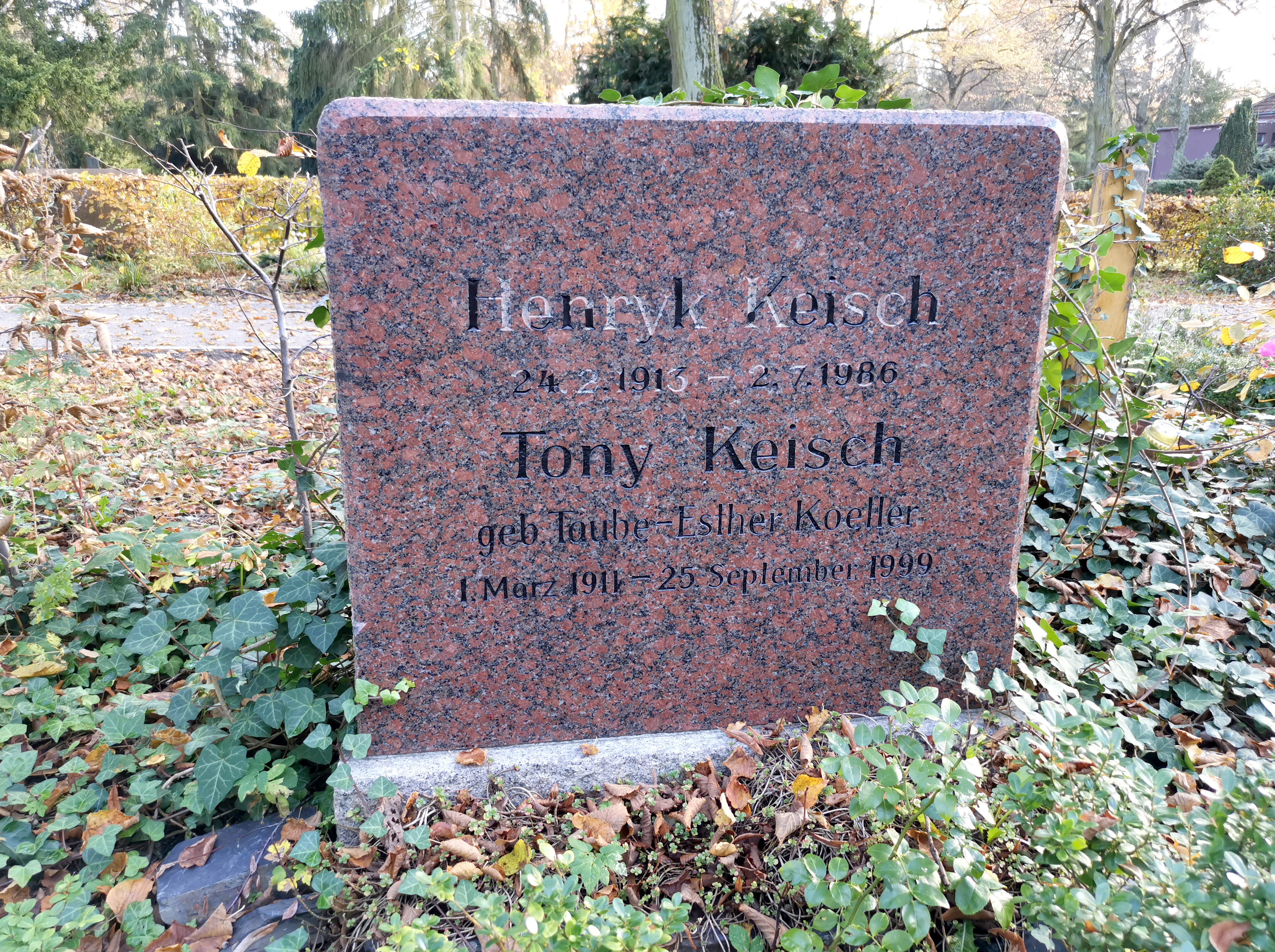
Grab auf dem Friedhof Pankow III, Abt. 1–56

Henryk Keisch (* 24. Februar 1913 in Moers, Nordrhein-Westfalen; † 2. Juli 1986 in Berlin) war ein deutscher Schriftsteller, Drehbuchautor und Übersetzer aus dem Französischen.

## Leben
Keisch war der Sohn eines Gewerbetreibenden. 1932 machte er auf dem Realgymnasium in Duisburg-Ruhrort das Abitur. Danach begann er in Köln ein Studium der Literatur und Theaterwissenschaften. Doch infolge der Machtergreifung durch die Nationalsozialisten emigrierte er bereits 1933 wegen seiner sozialistischen Gesinnung nach Paris. Dort bewegte er sich im Umfeld der ebenfalls emigrierten Schriftsteller Rudolf Leonhard und Anna Seghers und nahm an den Montagabenden, veranstaltet von der Exilgruppe Schutzverband Deutscher Schriftsteller (SDS) im Cafe Mephisto am Boulevard Saint-Germain, teil. Der SDS war 1908 als gewerkschaftliche Interessenvertretung der Schriftsteller gegründet und 1933 durch die Nazis gleichgeschaltet worden. Im Exil erfolgte darauf bereits 1933 eine Neugründung. Während des Krieges war Keisch Freiwilliger in der französischen Armee und nach deren Demobilisierung unter dem Decknamen Claude Chaillet Angehöriger der Résistance. 1944 wurde er verhaftet und in Frankreich inhaftiert. Bei einem Fluchtversuch wurde er schwer verletzt. Nach seiner Befreiung war Keisch bis 1946 Redakteur bei französischen Zeitungen in Paris.
1946 ging er in die Ostzone und arbeitete als Deutschland-Korrespondent von Libération und Ce Soir. Er war dann u. a. Chefredakteur der Zeitschrift Friedenswacht, Redakteur und zeitweilig Chefredakteur der Neuen Deutschen Literatur (NDL) und Theaterkritiker der Tageszeitung Neues Deutschland. Ab 1959 war er in Berlin freischaffend als Schriftsteller und Drehbuchautor tätig. In seinen Texten bediente er „die ganze Skala satirischer Polemik – vom bitteren Sarkasmus bis zur feinen Ironie“.
Ende der siebziger Jahre wurde Keisch Generalsekretär des PEN-Zentrums der DDR.
Er ist auf dem Pankower Friedhof beerdigt.

## Ehrungen
- 1938  Heinrich-Heine-Preis des SDS (für seinen Lyrikband „Das Leben kein Traum“)
- 1957 Nationalpreis der DDR
- 1968 Carl-von Ossietzky-Medaille
- 1973: Vaterländischer Verdienstorden in Silber

## Werke
- Der unbekannte Nachbar. 1950 (Reportage)
- Wer seine Frau lieb hat …, 1954 (Drehbuch)
- Der Hauptmann von Köln, 1956 (Drehbuch)
- Nacht und Nebel, 1958–1960 (Übersetzung des französischen Originaltextes von Jean Cayrol für die DEFA-Fassung)
- An französischen Kaminen, 1963 (Drehbuch)
- Epigramme, 1965
- Meinungen, Verneinungen, 1967
- Poesiealbum 23, 1969
- Darauf einen Vierzeiler. 1970 (Epigramme)
- Sprung in die Freiheit, 1970 (Das neue Abenteuer Nr. 300)
- Gehauen und Gestichelt. Neue Vierzeiler. Eulenspiegel Verlag  Berlin, 1972
- Das kommentierte Museum, 1976
- Das dicke Effel-Buch, 2. Auflage 1982
- Denk-Zettel und Beweg-Gründe, 1983
- Die vier Zeilen Muse, 2. Auflage 1984
- Der Karpfen wollte ein Hai sein, Eulenspiegel, 2. Auflage, Berlin 1987, ISBN 3-359-00162-1
- Erkenne dich selbst, 1989
  - Übersetzer (& Nachwort) von Henri Barbusse: Der Ziegenhirt, Alfred Holz, Berlin 1973. Illustrationen Max Lingner; Übers. von Georges Perec: Die Dinge. Eine Geschichte aus den sechziger Jahren. Verlag Volk und Welt, Berlin 1967 u. ö.
  - Nachworte zu André Schwarz-Bart: Der Letzte der Gerechten. (ein KZ-Roman); und zu Roger Vailland. Seltsames Spiel., beide Volk und Welt, Berlin
  - Anmerkungen (& Übers.) zu Louis Aragon: Die Kommunisten, in 6 Bänden (über die Jahre 1939/1940), Dietz, Berlin 1953 bis 1961

## Hörspiele
- 1966: Der Sachverständige – Regie: Peter Krüger (Rundfunk der DDR)